# Industria Vehiculelor Elene
Industria Vehiculelor Elene (ELVO) este un producător de vehicule grec cu sediul în Salonic. Compania a fost fondată în 1972 sub numele Steyr Hellas și și-a luat numele actual în 1987 . Produce în principal autobuze, camioane, vehicule militare.
Compania a fost achiziționată de consorțiul israelian la 14 februarie 2021.